# Гераниево етерично масло
Гераниевото етерично масло (гераниум) се извлича от свежи надземни части на здравеца чрез двойна дестилация чрез пара.

## Употреба

### Козметика
Поради своя очарователен и сладък аромат, етеричното масло от здравец се използва при производството на парфюми. Мириса на гераниевото етерично масло може да бъде оприличен на розовото масло, с лек оттенък на мента и лимон. Козметичното действие на маслото гераниум е благоприятно за суха, чувствителна и увредена кожа. Отстранява акне, възпаление и бързо регенерира кожата след изгаряния и измръзвания.

### Ароматерапия
Ползва се в ароматерапията и в традиционната билкова медицина заради своите антибактериални свойства.

### Медицина
Маслото от здравец (Pelargonium graveolens, Geranium macrorrhizum и др. видове) има редица приложения:
- Понижава нивото на захарта в кръвта;
- Подобрява тонуса;
- Балансира влажността на кожата, контролира мазната кожа до нормално състояние;
- Контролира кожни инфекции, вкл. херпес; Ефикасно при изгаряния, рани, фрактури, измръзвания, дерматози, стоматити;
- Подпомага еластичността на кожата;
- Намалява бръчките;
- Подобрява функцията на черния дроб, бъбреците и задстомашната жлеза;
- Подпомага регулацията на хормоните;
- Подпомага нормалната работа на кръвоносната система;
- Има благоприятно въздействие върху лимфната система и има действие на диуретик;
- Намалява симптомите по време на менопаузата;
- Премахва болки при артрит, ревматизъм, невралгия.
- Помага при възпаления на гласните връзки, съпроводени със загуба на гласа;
- Подобрява паметта, отпуска ума и тялото;
- Ефикасно при варикозно разширение на вените и хемороиди[3];
- Има противогъбично и антипаразитно действие. В лабораторни условия е установено че етеричното масло от гераниум е ефективно срещу бактериите.

### Кулинария
Като ароматизатор, гераниевото масло се използва в сладкиши, конфитюри, желета, сладоледи, сорбета, салати, захари и чайове.

### Други
Миризмата на индрише гони насекомите.

## Химичен състав
Съвременен анализ констатира наличието на повече от 50 органични съединения в етеричното масло на дъхавото мушкато. В процентно отношение преоблазават три съставки: citronellol, nerol и geranio. Основен компонент на гераниевото масло от Geranium macrorrhizum е сескитерпен кетон на гермакрон (germacrone), който произвежда стеароптен и други сескитерпенови кетони, сескитерпенови въглеводороди и алкохоли, монотерпонови съединения. В състава на етеричното масло се съдържат флавоноиди, сескитерпени, фенолни киселини, пигменти, витамини, цитронелол, гераниол, линалол, евгенол, терпенеол, ментон, феландрен минерални соли и др.